# Kel'el Ware
Kel'el Ware (Sherwood, 20 de abril de 2004) é um jogador norte-americano de basquete profissional que atualmente joga no Miami Heat da National Basketball Association (NBA).
Ele jogou basquete universitário pela Universidade de Oregon e pela Universidade de Indiana e foi selecionado pelo Heat como a 15º escolha geral no draft da NBA de 2024.

## Carreira no ensino médio
Ware cresceu em North Little Rock, Arkansas, e estudou na North Little Rock High School. Em seu terceiro ano, ele teve médias de 16,2 pontos, 9,1 rebotes e 4,1 bloqueios. Em seu último ano, Ware teve médias de 20,3 pontos, 12 rebotes e 5,7 bloqueios. Ele também jogou no Jordan Brand Classic, Nike Hoop Summit e no McDonald's All-American Boys Game de 2022 durante seu último ano.

### Recrutamento
Ware foi um recruta de cinco estrelas de consenso e um dos melhores jogadores da classe de 2022, de acordo com os principais serviços de recrutamento. Em 9 de agosto de 2021, ele se comprometeu a jogar basquete universitário pela Universidade de Oregon e rejeitou as ofertas de Arkansas, Auburn, Baylor, Illinois, Kansas, Texas A&M e Texas Tech. Ware também recebeu uma oferta de contrato de dois anos e US$ 900.000 da Overtime Elite, mas ele recusou a oferta e manteve seu compromisso com Oregon.

## Carreira universitária
Ware entrou em sua temporada de calouro em Oregon como o segundo pivô. Ele também entrou na temporada como uma potencial seleção de primeira rodada no draft da NBA de 2023. Depois de ter médias 10,3 pontos, 5,6 rebotes e 1,4 bloqueios em 26 minutos nos primeiros nove jogos da temporada, Ware viu um declínio no tempo de jogo devido ao que a equipe técnica de Oregon acreditava ser uma ética de trabalho inconsistente. Ele finalmente teve médias de 6,6 pontos e 4,1 rebotes na temporada. No final da temporada, Ware entrou no portal de transferência da NCAA.
Ware foi transferido para a Universidade de Indiana. Ele foi titular na abertura da temporada contra Florida Gulf Coast e registrou o primeiro duplo-duplo de sua carreira universitária com 13 pontos e 12 rebotes, enquanto Indiana venceu por 69–63. Ware estabeleceu um novo recorde na carreira com 22 pontos marcados e também pegou 12 rebotes em 16 de novembro de 2023, em uma vitória de 89–80 sobre Wright State. Ele restabeleceu seu recorde na carreira em pontuação com 28 pontos em uma vitória de 89–76 sobre Harvard. Após a temporada, Ware se declarou para o draft da NBA de 2024, abrindo mão de sua elegibilidade universitária restante.

## Carreira profissional

### Miami Heat / Sioux Falls Skyforce (2024–Presente)
Ware foi selecionado pelo Miami Heat como a 15ª escolha geral no draft da NBA de 2024 e em 2 de julho de 2024, ele assinou um contrato de 4 anos e US$22.5 milhões com o Heat.
Em 23 de outubro de 2024, Ware fez sua estreia na NBA em uma derrota por 116–97 para o Orlando Magic.

## Carreira na seleção nacional
Ware jogou pela Seleção Americana Sub-18 na Copa América Sub-18 de 2022. Ele foi nomeado para a Equipe Ideal do torneio após ter médias de 15,7 pontos, 6,8 rebotes e 1,8 bloqueios, enquanto os Estados Unidos conquistaram a medalha de ouro.

## Estatísticas da carreira

### Universidade
| Ano      | Equipe   | PJ | PT | MPJ  | AP   | 3P   | LL   | RT  | AS  | BR | TO  | PPJ  |
| -------- | -------- | -- | -- | ---- | ---- | ---- | ---- | --- | --- | -- | --- | ---- |
| 2022–23  | Oregon   | 35 | 4  | 15.8 | .457 | .273 | .712 | 4.1 | .5  | .4 | 1.3 | 6.6  |
| 2023–24  | Indiana  | 30 | 30 | 32.2 | .586 | .425 | .634 | 9.9 | 1.5 | .6 | 1.9 | 15.9 |
| Carreira | Carreira | 65 | 34 | 24.0 | .521 | .349 | .673 | 7.0 | 1.0 | .5 | 1.6 | 11.2 |

## Prêmios e homenagens
NBA
- NBA All-Rookie Team:
  - Segundo time: 2025[24]

## Links externos
- Biografia do Indiana Hoosiers
- Biografia do Oregon Ducks
- Biografia dos EUA